# Mércio
Mércio José Santos da Silva, plus communément appelé Mércio est un footballeur brésilien né le 26 mai 1980 à Recife. Il évolue au poste de milieu.

## Carrière
| Saison    | Club           | Division | Matches | Buts |
| --------- | -------------- | -------- | ------- | ---- |
| 2000      | AD Limoeiro FC |          |         |      |
| 2001      | AD Limoeiro FC |          |         |      |
| 2001-2002 | Rio Ave        | II       | 29      | 5    |
| 2002-2003 | Rio Ave        | II       | 25      | 0    |
| 2003-2004 | Deportivo Aves | II       | 23      | 2    |
| 2004-2005 | Deportivo Aves | II       | 27      | 1    |
| 2005-2006 | Deportivo Aves | II       | 30      | 3    |
| 2006-2007 | Deportivo Aves | I        | 27      | 0    |
| 2007-2008 | Deportivo Aves | II       | 28      | 5    |
| 2007-2008 | Alki Larnaca   | I        |         |      |
| 2008-2009 | CD Trofense    | I        | -       | -    |